# Туризм в Великобритании
| Страна     | Число    |
| ---------- | -------- |
| США        | 3,87 млн |
| Франция    | 3,69 млн |
| Германия   | 3,26 млн |
| Ирландия   | 2,78 млн |
| Испания    | 2,53 млн |
| Нидерланды | 1,95 млн |
| Польша     | 1,82 млн |
| Италия     | 1,81 млн |
| Бельгия    | 1,12 млн |
| Австралия  | 1,00 млн |

Туризм в Великобритании — самая быстрорастущая отрасль Великобритании. Ожидается, что до 2025 года она ежегодно будет расти на 3,8 %, что на 0,5 % выше, чем в среднем по миру, и обеспечит 10 % всех рабочих мест.
Великобритания является 10-м по величине туристическим направлением в мире, которое в 2018 году посетило более 37 млн человек. В 2017 году туристическая отрасль внесла в ВВП 213 млрд. фунтов стерлингов, и ожидается, что к 2028 году этот показатель вырастет до 265 млрд фунтов стерлингов.
В 2017 году иностранные туристы израсходовали в Великобритании 31,93 млрд долларов. Статистика VisitBritain показывает, что США остаются самым ценным въездным рынком: в 2010 году американские туристы потратили 2,1 млрд фунта стерлингов. Тем не менее, количество путешественников из Европы намного больше, чем из Северной Америки: 21,5 млн по сравнению с 3,5 миллионов американских / канадских туристов. После семилетнего роста туризм в Великобритании с 2017 по 2018 год резко сократился.
Основные туристические направления страны — Лондон, Эдинбург, Оксфорд, Кембридж, Йорк и Кентербери. В Великобритании находится в общей сложности 32 объекта всемирного наследия (8-е место в мире). Путеводитель Lonely Planet поставил Англию на второе место после Бутана как одну из лучших стран для посещения в 2020 году. Некоторые из самых популярных городов включают Лондон, Эдинбург и Манчестер, а известные достопримечательности включают Вестминстерский дворец, Лондонский глаз и Эдинбургский замок.
Великобритания является 10-й по посещаемости страной в мире и 4-й по посещаемости страной в Европе. В целом на Европу приходится 40 % рынка от общего числа мировых туристических посещений во всем мире, при этом Великобритания вносит значительный вклад. Ограничения, вызванные пандемией COVID-19, значительно сократили количество посетителей в 2020 году и в 2021 году. В марте 2021 года правительство объявило о выделении 56 млн фунтов стерлингов «фонда приветствия», чтобы помочь советам и предприятиям прибрежных городов подготовиться к безопасному возвращению туристов летом, «как только позволит дорожная карта». По состоянию на март 2021 года, 10-дневный период карантина распространяется на людей, въезжающих в Великобританию из ряда стран «красного списка».

## История
Туризм первым начал увеличиваться в течение XVII века, когда богатые европейцы стали следовать Гранд-туру по Западной Европе, который традиционно начался в Великобритании перед поездкой в Италию. На протяжении промышленной революции туризм продолжал расти, поскольку люди стали иметь больше располагаемых доходов, а технический прогресс сделал транспорт более удобным и доступным. В 1841 году Томас Кук, основатель Thomas Cook & Son, доставил 500 пассажиров поездом обратно из Лестера в Лафборо. Это была его первая экскурсия, которая считается важной вехой в создании британской туристической индустрии.
Мировые войны замедлили рост туристического сектора, хотя после Второй мировой войны правительство начало принимать меры по увеличению туризма, признавая его политическое и экономическое влияние. К 1987 году Всемирная туристская организация оценила 3,4 % ВВП Великобритании от туризма. В последнее время бюджетные авиалинии и дешёвое жильё стали причиной почти непрерывного роста в годовом исчислении. В последнее время террористические акты в Великобритании, такие как взрывы в Лондоне в 2005 году, негативно отразились на индустрии туризма. Глобальный финансовый кризис 2008 года привёл к тому, что 3 года подряд количество посетителей из-за рубежа уменьшалось только за период с 2002 по 2017 год.

## Политика
Парламентский заместитель государственного секретаря по вопросам искусства, наследия и туризма является министром ответственным за туризм в Великобритании.

## Местный туризм
По данным VisitBritain, местный туризм остаётся крупнейшим компонентом туристических расходов в Великобритании: в 2008 году расходы составили 21,9 млрд фунтов стерлингов. По оценкам национального статистического агентства, в 2009 году было совершено 126 млн поездок. Самым загруженным периодом для внутренних поездок в Великобритании является период государственных праздников и летние месяцы, причём самый загруженный период приходится на август.

## Международный туризм
В 2018 году в общей сложности 37,9 млн человек из-за границы посетили Великобританию и в совокупности потратили 22,8 млрд фунтов стерлингов, что составляет в среднем 601 фунт стерлингов за посещение. По сравнению с 2017 годом количество международных посетителей и расходов сократилось соответственно на 5,3 % и 2,3 % — впервые с 2009—2010 гг. количество посетителей упало. Это связано с появлением других стран, особенно на Ближнем Востоке и в Азии, в качестве туристических направлений, а также с геополитической неопределённостью, которая проявилась в результате референдума о членстве Великобритании в Европейском союзе.

## Последствия пандемии COVID-19
Ограничения и блокировки, вызванные пандемией COVID-19 (начиная с апреля 2020 года), затронули все секторы экономики, и, согласно отчёту Института Фрейзера из Алландера, опубликованному в марте 2021 года, «туризм и гостеприимство понесли ощутимые убытки от пандемии». Группа представила подробную специфику как внутренних, так и международных визитов.
В отчёте VisitBritain, опубликованном в январе 2021 года, обсуждались последствия пандемии для внутреннего туризма в Великобритании в 2020 году, отмечалось значительное сокращение расходов, предполагаемое снижение на 62 % по сравнению с предыдущим годом. Прогноз на 2021 год предполагал, что к концу 2021 года расходы вырастут на 79 % по сравнению с предыдущим годом и что «стоимость расходов вернётся к 84 % от уровня 2019 года». Прогнозы основывались на предсказаниях об ослаблении ограничений на поездки и росте доверия потребителей.
В том же отчёте VisitBritain приводится следующая оценка «въездного туризма» в 2020 году: «снижение посещений на 76 % до 9,7 млн и снижение расходов на 80 % до 5,7 млрд фунтов стерлингов». В прогнозе на 2021 год указано «11,7 миллиона посещений, что на 21 % больше, чем в 2020 году, но только на 29 % от уровня 2019 года». Приблизительно 6,6 млрд фунтов стерлингов будут потрачены прибывающими туристами, что «на 16 % больше, чем в 2020 году, но только на 23 % от уровня 2019 года». По мере развития 2021 года ожидалось увеличение количества посещений, но оно начнётся медленно, и не ожидалось, что в течение года туризм «даже приблизится к нормальному уровню».
5 апреля 2021 года BBC News опубликовала обновлённую информацию о внутреннем туризме, указав, что в течение месяца ожидается снятие ограничений на поездки, по крайней мере, для поездок в пределах Англии, Шотландии и Уэльса. По состоянию на начало апреля Северная Ирландия не делала никаких заявлений. Управление по туризму также указало, что Великобритания планирует ослабить ограничения на международные поездки 17 мая, как въездные, так и выездные, но было преждевременно прогнозировать, действительно ли эти изменения начнутся в ближайшее время.
6 апреля 2021 года CNN опубликовал обновлённую информацию о туристической ситуации, особенно для читателей в разных странах. Посетителям из стран «красного списка» по-прежнему не разрешалось въезжать, если они не были резидентами Великобритании. «В настоящее время в Великобритании по-прежнему не так много дел… Хотя эта изоляция сейчас снимается, некоторые ограничения, вероятно, будут действовать до лета», — прогнозировалось в отчёте, причём июнь — наиболее вероятное время для туризма из других стран, чтобы начать «возрождение» отрасли.
Возможно, ослабление ограничений Великобритании на въезд туристов не начнётся так рано, как планировалось, поскольку 8 апреля 2021 года источники в Европейском союзе заявили, что «третья волна пандемии [охватила] континент». Двумя днями ранее премьер-министр Борис Джонсон дал понять, что «мы не хотим, чтобы вирус реимпортировался в эту страну из-за границы». Особое беспокойство альфа-штамм SARS-CoV-2 (B117) — мутация вируса, «который быстро распространялся по крайней мере в 27 европейских странах».
Некоторые ограничения на гостиничный бизнес и внутренний туризм были сняты в Англии 12 апреля 2021 года; пабам и ресторанам было разрешено открывать свои открытые площадки; открылись второстепенные магазины; семьям было разрешено путешествовать по Англии «в автономном жилье», а поездки между Уэльсом и Англией были полностью разрешены. В дополнение к разрешению на поездки в Англию и из Англии, Уэльс разрешил открытие магазинов розничной торговли, не являющихся предметом первой необходимости. В Шотландии и Северной Ирландии ограничения в отношении туризма не были сняты.

## Визовые и въездные требования

Карта визовой политики Великобритании

Визовые требования различаются в зависимости от происхождения человека, желающего въехать в Соединённое Королевство. Некоторые люди имеют право въехать в Великобританию без визы и не имеют ограничений по продолжительности пребывания, политике работы или политике обучения. К ним относятся граждане Великобритании, граждане стран Содружества наций, имеющие право на жительство, граждане Ирландии и, по крайней мере, до 31 декабря 2020 года, граждане Европейского Союза и граждане государств-членов Европейской ассоциации свободной торговли. Есть 56 других стран и территорий, которые могут оставаться в Великобритании до 6 месяцев. Граждане других стран должны иметь стандартную гостевую визу стоимостью 95 фунтов стерлингов, чтобы иметь возможность посещать страну на срок до 6 месяцев.

## Основные достопримечательности

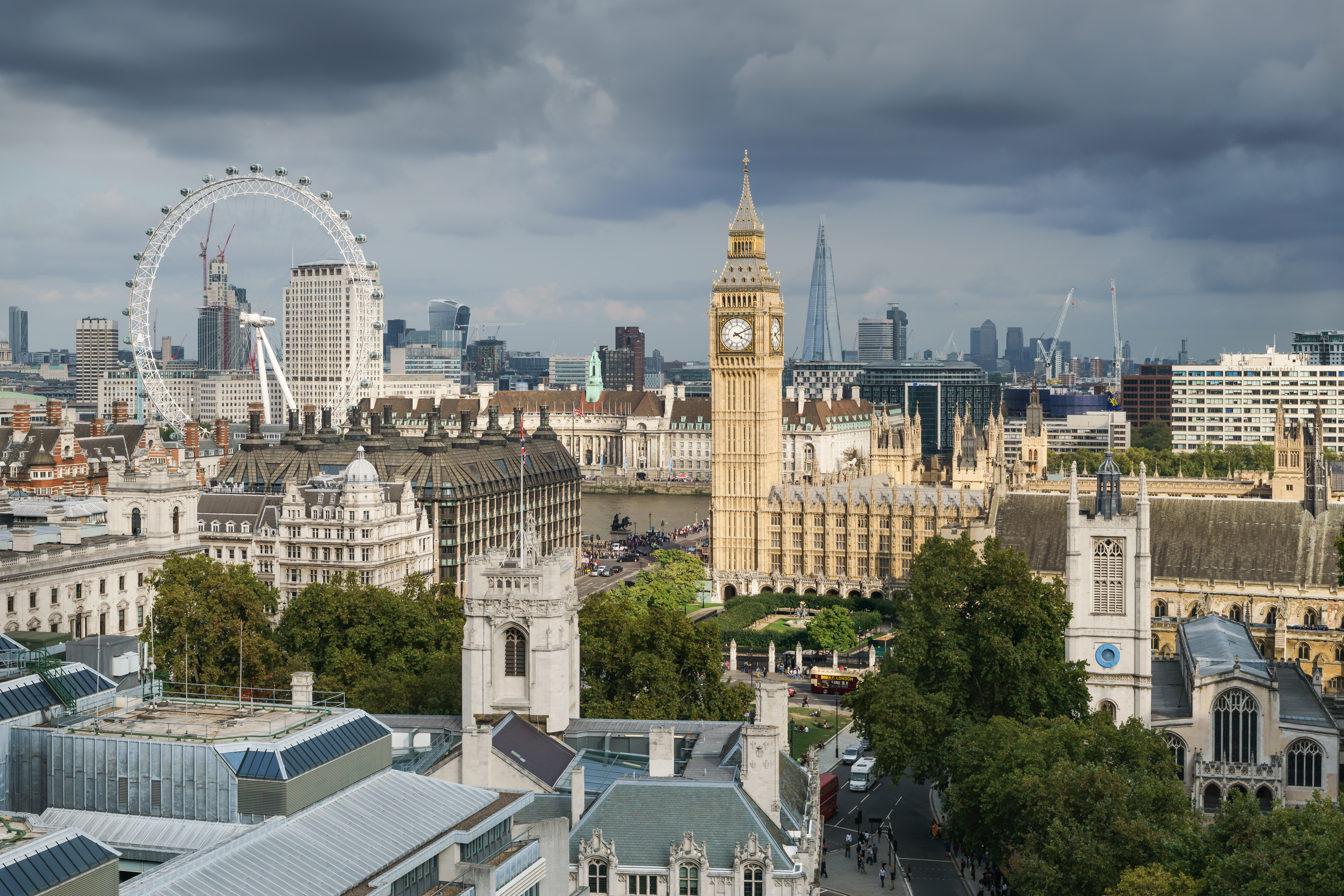
Вид на Лондон с видом на Лондонский глаз, Вестминстерский дворец и The Shard

Лондон — самый посещаемый город Великобритании. Другие крупные города округа, такие как Манчестер и Ливерпуль, привлекают большое число туристов, и в некоторых небольших городах есть основные достопримечательности. Университетские города Оксфорд и Кембридж, несмотря на меньшую численность населения, признаны во всем мире благодаря Оксбриджским университетам.
Туристический совет VisitBritain анализирует данные Управления национальной статистики, чтобы оценить количество посетителей, которые посещают каждую достопримечательность. Однако это, возможно, сложно измерить для таких достопримечательностей, как Букингемский дворец или Вестминстерский дворец, поскольку многие туристы посещают окрестности, не будучи фактически допущенными на место проведения.

## Транспорт

### Прибытие в Великобританию
Соединённое Королевство имеет только одну сухопутную границу, где Северная Ирландия встречается с Ирландией. Эта граница считается открытой из-за общей зоны проезда и, как следствие, подлежит минимальному контролю. Отсутствие контроля на границе затрудняет оценку количества посетителей из Ирландии в Северную Ирландию. В 2018 году общее количество международных визитов в Великобританию составило 37,9 млн человек. Из 37,9 млн посетителей 29,06 млн прибыли самолётом, 4,81 миллиона — на лодке и 4,04 миллиона пересекли границу из Франции по тоннелю под Ла-Маншем.

### Путешествие по Великобритании

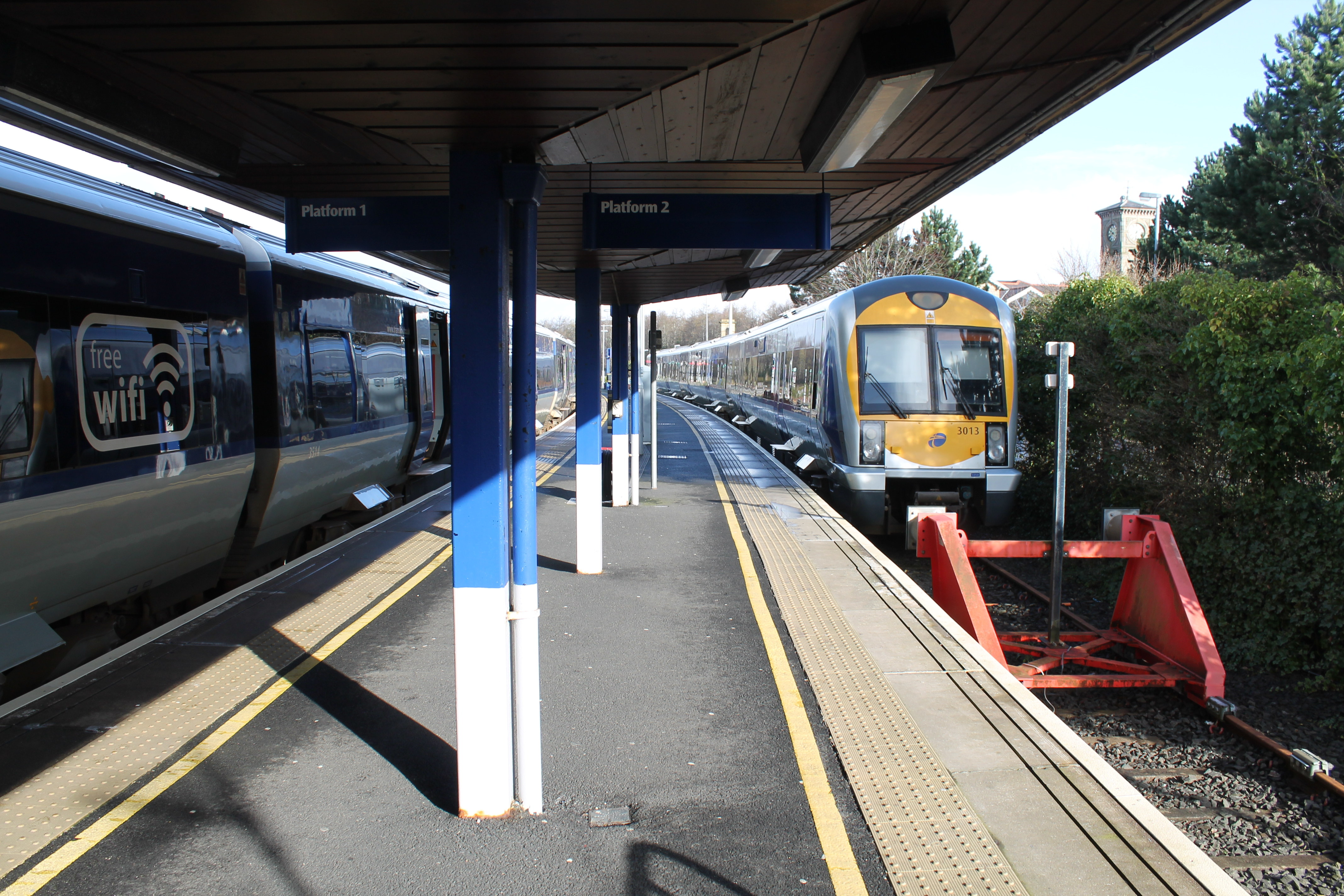
Железнодорожный вокзал Лондондерри на живописной железнодорожной линии Белфаст-Дерри, управляемой Northern Ireland Railways

48 % туристов используют внутригородские автобусы, метро, трамваи и поезда метро; на сегодняшний день они являются наиболее популярными видами транспорта. Следующими наиболее распространёнными видами транспорта являются такси (27 %) и поезда (23 %). Поезда используются для перемещения между городами значительно чаще, чем самолёты, и только 1 % международных посетителей летают внутри страны. Это объясняется тем, что обширная железнодорожная сеть Великобритании является наиболее экономичным способом передвижения. Несмотря на то, что Uber ведёт судебное разбирательство за право работать в Лондоне, рост числа Uber и других агрегаторов такси на всей территории Соединённого Королевства привёл к тому, что ими пользуются 9 % международных туристов. Ожидается, что этот процент будет расти, что приведёт к сокращению доли рынка других видов транспорта.

## События, фестивали и выставки
Соединённое Королевство принимает у себя множество мероприятий, которые привлекают как международных, так и внутренних туристов. Некоторые из самых известных фестивалей Великобритании включают Ноттинг-Хиллский карнавал, Гластонбери и Эдинбургский фестиваль Fringe. Эти фестивали не только имеют культурное значение, но также являются важным экономическим компонентом туристической индустрии государства, один только Гластонбери ежегодно вносит в экономику 100 млн фунтов стерлингов. Отрасли красоты, недвижимости и вооружения — это одни из многих отраслей, в которых круглый год проводятся торговые выставки и выставки по всей Великобритании, при этом большинство из них проводится в Лондоне или Бирмингеме. По оценкам VisitBritain, в 2015 году было 65 млн однодневных посещений, связанных с мероприятиями, фестивалями и выставками, и в общей сложности они составили 5 % от всех однодневных туристических посещений и чистые расходы в размере 3,6 млрд фунтов стерлингов.

## Маркетинг

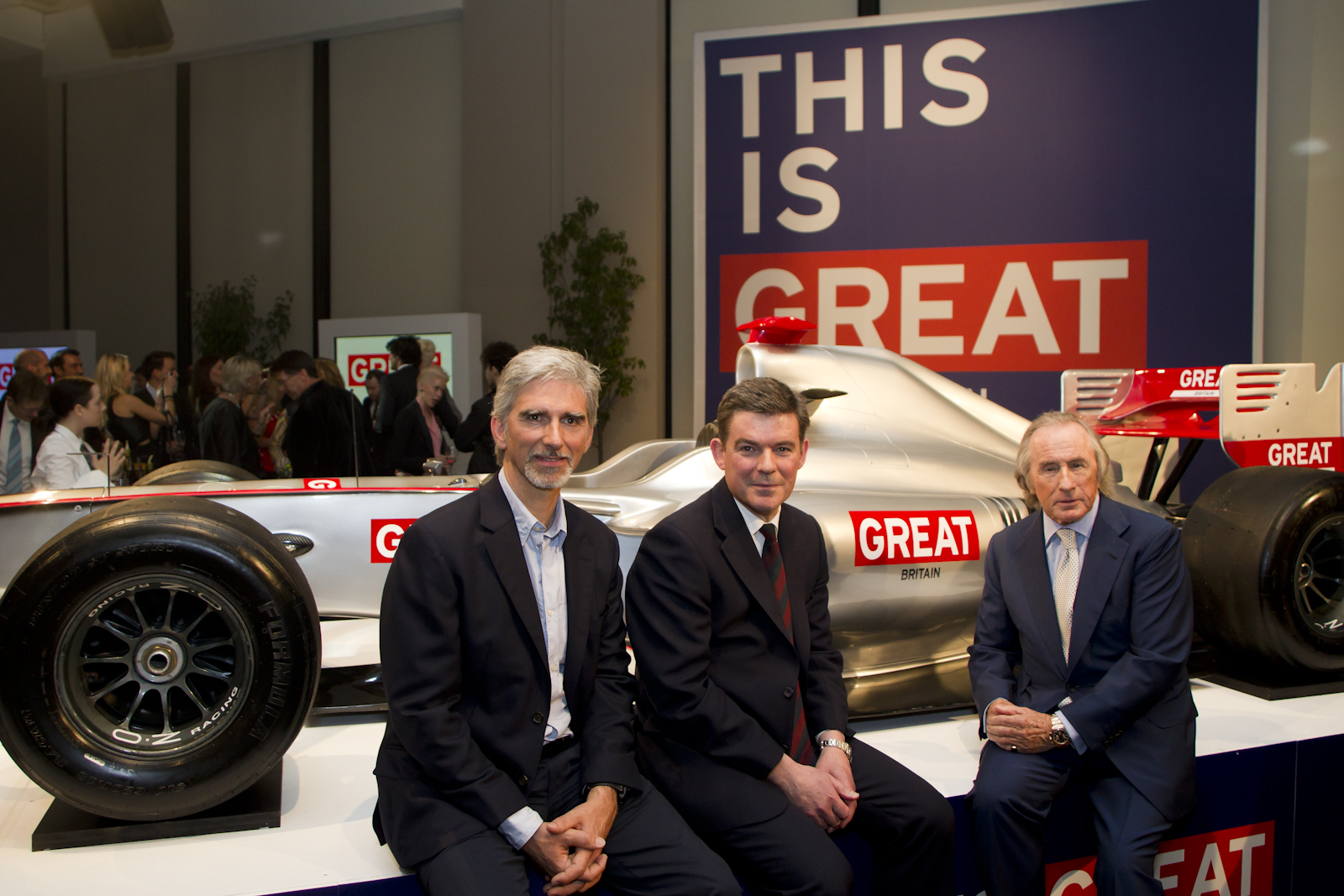
Запуск кампании «GREAT» в Австралии

В 2011 году VisitBritain запустила «GREAT» — одну из маркетинговых кампаний стоимостью 100 млн фунтов стерлингов, продвигающую в Великобритании культуру, наследие, спорт, музыку, сельскую местность, еду и покупки. «GREAT» успешно охватила более 145 стран и объединила государственный и частный секторы для обеспечения роста и создания рабочих мест. В целом, входящий и внутренний маркетинг принесли дополнительные расходы посетителей на 1 млрд фунтов стерлингов, из которых 800 млн фунтов стерлингов могут быть приписаны кампании «GREAT».

## Покупка товаров

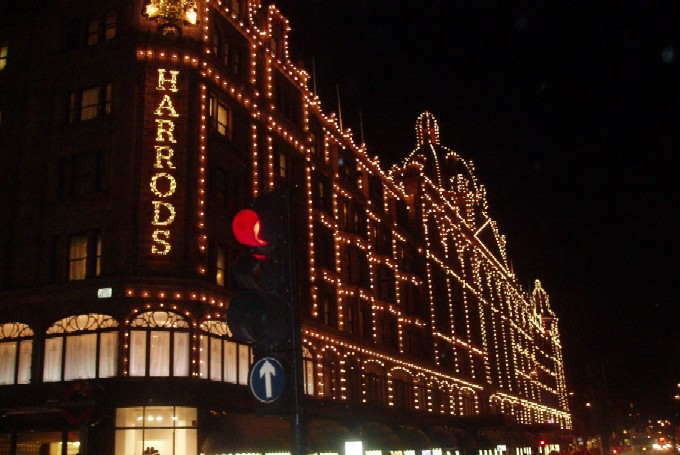
Harrods в ночное время

Шоппинг — один из наиболее распространённых видов деятельности для иностранных посетителей Великобритании: 58 % всех посещений и 70 % посещений для отдыха связаны с покупками. Ежегодно примерно 277 000 человек едут в Соединённое Королевство, главным образом, для личных покупок. Общие расходы на эти посещения составляют около 168 млн фунтов стерлингов. Чаще всего покупают одежду и обувь, причём чуть более 40 % посетителей покупают хотя бы один предмет одежды или пару обуви.
Декоративные сувениры, представляющие предметы, найденные в Великобритании, такие как почтовые ящики, чёрные такси и лондонские автобусы, обычно можно найти в сувенирных магазинах страны. Другие примеры обычно покупаемых сувениров включают: брендированные товары с флагом государства, предметы из известных универмагов, таких как Harrods и Selfridges, а также памятные вещи, окружающие британскую королевскую семью.

## Туризм в настоящее время
В настоящее время Соединённое Королевство привлекает посетителей со всего мира сочетанием сельских и городских пейзажей и привлекательностью британской культуры, которая включает спорт, еду и искусство.
Пандемия COVID-19 сильно повлияла на туризм в стране. В марте 2020 года правительство решило ввести ограничения на все второстепенные поездки (как внутренние, так и международные). Сообщалось, что в апреле аэропорт Хитроу ожидал 6,7 млн пассажиров, но прибыло только 200 000, что примерно соответствует обычному дню. В апреле 2020 года компания по оказанию профессиональных услуг PricewaterhouseCoopers ожидала, что наиболее пострадавшие секторы в Великобритании, такие как транспорт, отели и общественное питание, могут упасть как минимум на 15 % или, в худшем случае, на 40 %.